# Gwiazdozbiór Strzelca
Strzelec (łac. Sagittarius, dop. Sagittarii, skrót Sgr) – konstelacja zodiakalna, piętnasty co do wielkości gwiazdozbiór na sferze niebieskiej, znany już w starożytności. Położony na południowej półkuli nieba, stosunkowo blisko równika niebieskiego. W Polsce gwiazdozbiór częściowo widoczny latem, w całości widoczny na południe od równoleżnika 45°N. Liczba gwiazd dostrzegalnych nieuzbrojonym okiem: około 115.

## Mity i legendy
Najwcześniejsze informacje o grupie gwiazd znanej dzisiaj jako Strzelec pochodzą od Sumerów, którzy identyfikowali ją z Nergalem. Był to bóg zsyłający zarazę, który władał światem podziemnym. Przedstawiany był jako postać z dwiema głowami. Jedna to głowa pantery, druga była głową człowieka, a zamiast końskiego ogona miał żądło skorpiona. Sumeryjczycy nazywali tę postać Pablisag (w wolnym tłumaczeniu „najważniejszy przodek”).
Grecy przejęli ten gwiazdozbiór, ale w czasach hellenistycznych istniały rozbieżności co te konstelacje przedstawiają. Aratus opisał je jako dwa oddzielne gwiazdozbiory, Strzały i Łucznika. Inni grecy wiązali ich kształt z centaurem Chironem, umieszczonym na niebie, by prowadził argonautów do Kolchidy. Ta interpretacja powodowała omyłkową identyfikację Strzelca z samym Chironem, który był już na niebie jako Centaur. Eratostenes z kolei argumentował, że gwiazdy Strzelca nie mogły przedstawiać Centaura dlatego, że centaury nie używały łuków. Wyobraża jednego z mitologicznych pół koni, pół ludzi, mądrego i przyjaznego ludziom centaura Krotosa, syna Pana i nimfy Eufemii, ulubieńca muz, umieszczonego na niebie przez bogów Olimpu m.in. za wynalezienie łuku. Przedstawiany z napiętym łukiem wycelowanym w serce sąsiedniego Skorpiona. Konstelacja Strzelca jest starsza od gwiazdozbioru Centaura, wyobrażającego mądrego i pokojowo nastawionego Chirona; Strzelec ma w tradycyjnych przedstawieniach wyraźnie groźny wygląd. Na starych mapach gwiazdozbiór ten jest nazywany Centaurem, ale w mitologii greckiej funkcjonuje jako satyr. Na niektórych mapach nieba u przednich nogach Strzelca gwiazdy zaznaczone są w postaci wieńca na pamiątkę jednej z gier rozgrywanych przez Krotosa. Grecy wyobrażali sobie Krotosa jako stworzenie dwunożne, podobne do Pana, ale z końskim ogonem. Uważano go za wynalazcę łucznictwa, często polującego konno i mieszkającego razem z muzami na górze Helikon.
Strzelec nie zawsze i nie wszędzie kojarzył się z postacią centaura. W atlasach chińskich w jego miejscu znajdował się tygrys, od którego został nazwany jeden z gwiazdozbiorów chińskiego zodiaku. Hebrajczycy widzieli w znaku Strzelca Goga, wroga Izraela. Natomiast Julius Schiller, główny orędownik nieudanej „chrystianizacji” nieba, zastąpił Strzelca Apostołem Mateuszem. Wreszcie Rzymianie zdecydowali się na interpretację, że jest to centaur, ale taki, który strzelał z łuku. Współczesna nazwa ma korzenie w czasach starożytnego Rzymu: Sagitta po łacinie oznacza „strzałę”.

## Gwiazdy Strzelca

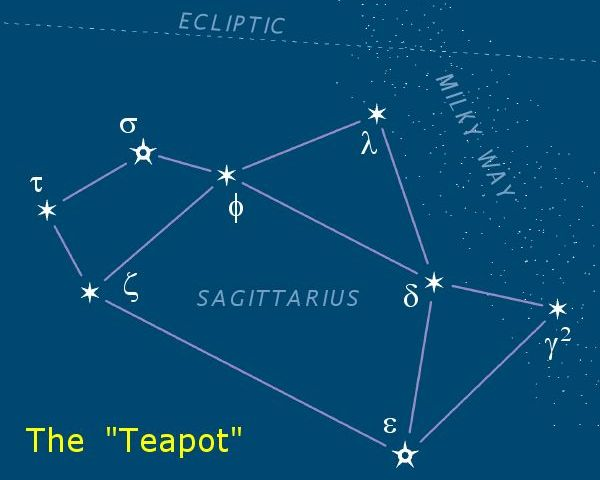
asteryzm „imbryk”

Osiem najjaśniejszych gwiazd tej konstelacji tworzą rozpoznawalny asteryzm zwany Imbrykiem, kształtem przypominający czajnik. Można go zobaczyć bez trudu nawet przy niezbyt czystym niebie. Rączkę imbryka tworzą Tau (τ), Fi (φ), Zeta (ζ) i Sigma (σ), jego wieczko Fi, Lambda (λ) i Delta (δ), podstawę Zeta i Epsilon (ε), natomiast dziobek Epsilon i Gamma (γ).
Gwiazdy Lambda, Delta i Epsilon tworzą łuk. Natomiast Gamma wyznacza grot strzały.
- Niebieskobiała gwiazda ciągu głównego Alfa (α) Sagittarii (Rukbat) znajduje się w odległości 170 lat świetlnych. Mimo oznaczenia literą Alfa (α) nie jest najjaśniejszą gwiazdą konstelacji[4]. Ten niezbyt jasny niebieski karzeł czwartej wielkości leżący w południowej części gwiazdozbioru, daleko od jej głównego motywu, zajmuje czternaste miejsce pod względem jasności[1].
- Beta (β) Sagittarii (Arkab) to para gwiazd czwartej wielkości, widoczna nieuzbrojonym okiem. Jedna z nich, ta bardziej wysunięta na północ i nieco jaśniejsza, ma towarzysza siódmej wielkości. Te trzy gwiazdy leżą w różnych odległościach i nie są ze sobą związane fizycznie[6]. Optyczny układ podwójny widoczny nieuzbrojonym okiem. β¹ Sgr (Arkab Prior)[7] jest niebieskobiałą gwiazdą czwartej wielkości położona w odległości 378 lat świetlnych. Przez mały teleskop można zobaczyć jej towarzysza siódmej wielkości gwiazdowej. Natomiast β² Sgr (Arkab Posterior)[7] jest białą gwiazdą o jasności obserwowanej około 4,3m leżącą od nas w odległości 139 lat świetlnych[4].
- Gamma (γ) Sgr (Alnasl) jest pomarańczowym olbrzymem znajdującym się w odległości 96 lat świetlnych[4]. Gwiazda nosi nazwę Alnasl („czubek”) i przedstawia grot strzały[1].
- Delta (δ) Sgr to pomarańczowy olbrzym znajdujący się w odległości 306 lat świetlnych od Słońca[4]. Gwiazda znana pod nazwą Kaus Media, co jest arabsko–łacińskim połączeniem oznaczającym „środek łuku”[7][4].
- Epsilon (ε) Sgr (Kaus Australis) to niebieskobiały olbrzym klasy B położony w odległości 145 lat świetlnych i około 400 razy jaśniejszy od Słońca[1]. Kaus Astralis oznacza „łuk południowy” i jest najjaśniejszą gwiazdą konstelacji[4]. Jest to ciasny układ podwójny z dominującym składnikiem, którym jest olbrzym typu B[3].
- Kaus Borealis [Lambda (λ) Sgr] to pomarańczowy olbrzym położony w odległości 77 lat świetlnych[4].
- Nunki [Sigma (σ) Sgr] jest niebieską gwiazdą znajdującą się w odległości 224 lat świetlnych[4]. Druga co do jasności gwiazda konstelacji[1]. Karzeł typu B o jasności 3300 razy większej od Słońca i oddalony o 228 lat świetlnych. Nazwę Ninki nadali dawni Asyryjczycy lub Babilończycy[3]. Starobabilońska nazwa Nunki jest dowodem na to, że astronomia grecka pozostawała w ścisłych związkach z astronomią kultur Mezopotamii[5].
- Mi (μ) Sgr gwiazda czwartej wielkości znana jako Polis, co po koptyjsku oznacza „źrebię”. Jest to jasny błękitny nadolbrzym klasy B. Oglądamy go z odległości około 3600 lat świetlnych. Gdyby umieścić go w miejscu Słońca to sięgałby do orbity Wenus i świecił 180 000 razy jaśniej od niego[1].
- W Sgr to żółty nadolbrzym położony w odległości około 2100 lat świetlnych. Gwiazda zmienna z grupy cefeid, której jasność obserwowana zmienia się w zakresie 4,3 do 5,1m w czasie 7,6 dnia[4].
- X Sgr znajduje się w odległości około 1100 lat świetlnych. Żółtobiały olbrzym z grupy cefeid, którego wielkość gwiazdowa zmienia się w czasie 7 dni[4].
- Y Sgr to kolejny żółtobiały olbrzym z grupy cefeid leżący w odległości około 1300 lat świetlnych od nas. Jasność obserwowana zmienia się w czasie 5,8 dnia[4].
- RR Sgr jest czerwonym olbrzymem, gwiazdą zmienną typu Mira Ceti. Zmiana jasności obserwowanej mieści się w przedziale 5,4 –14,0m w okresie czternastu miesięcy. Ze względu na zbyt dużą odległość, trudno ją dokładnie określić[4].
- RY Sgr to południowy odpowiednik R Coronae Borealis. Gwiazda, której jasność wynosząca zazwyczaj około 6m, niekiedy gwałtownie spada do około 14m[4].

## Interesujące obiekty
W Strzelcu znajduje się najwięcej (aż 15) obiektów z katalogu Messiera.

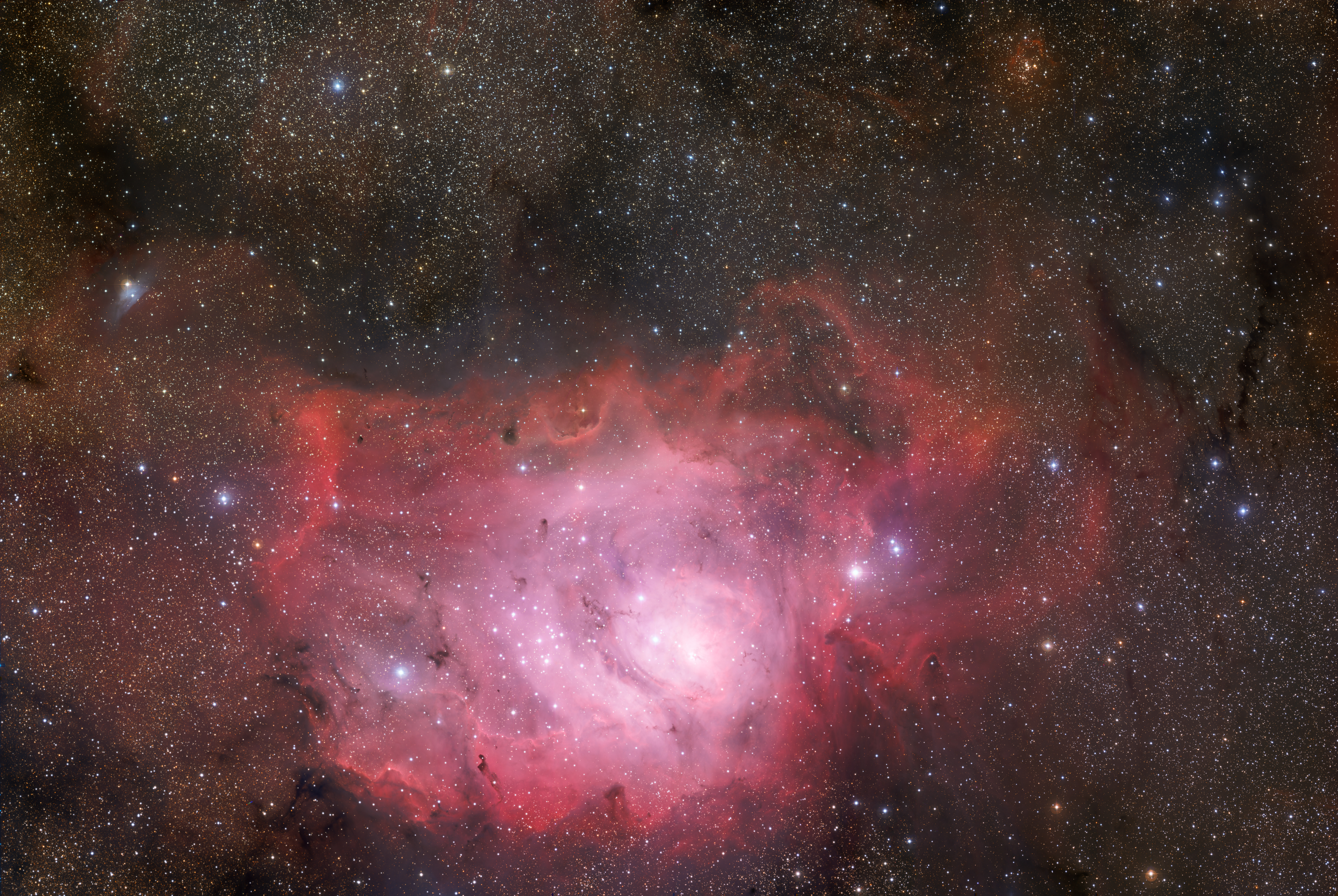
Mgławica Laguna

- Mgławica Laguna (NGC 6523, M8) zajmuje obszar trzy razy szerszy od Księżyca w pełni. To jedna z największych mgławic na niebie. Zawiera gromadę NGC 6530, złożoną z około 25. gwiazd siódmej wielkości i ciemniejszych. Powstała stosunkowo niedawno z gazu tworzącego mgławicę. W zachodniej części Laguny widać dwie gwiazdy; jaśniejsza to 9 Sagittarii – błękitny nadolbrzym szóstej wielkości. Na fotografiach widać mgławicę w czerwonych barwach, ale oglądana nieuzbrojonym okiem sprawia wrażenie mlecznobiałej. Widać ją jako wydłużoną plamkę[4][6]. Znajduje się w odległości około 5500 lat świetlnych. Jest jednym z najczęściej fotografowanych obiektów nieba[7]. Szczegółowe badania ujawniły obecność globul Boka oraz gazowych struktur, jakie im towarzyszą, tak zwanych obiektów Herbiga-Haro[3].
- Mgławica Trójlistna Koniczyna (NGC 6514, M20) zawdzięcza swą nazwę przecinającym ją ciemnym pasom pyłu, które dzielą ją na trzy części[6]. W średniej wielkości teleskopie widać jedynie niewyraźną plamkę światła, otaczającą gwiazdę podwójną HN 40 (składniki ósmej i dziewiątej wielkości). M20 jest odległa o 5000 lat świetlnych[4].
- Kolejny obiekt – Mgławica Omega (NGC 6618, M17) leży na granicy z Tarczą. Przypomina dużą grecką literę Omega. Niektórym kojarzy się z łabędziem, stąd jej druga nazwa – Mgławica Łabędzia. Luźna gromada gwiazd w jej obrębie jest widoczna przez lornetkę[6]. Mgławica o średnicy kątowej zbliżonej do średnicy Księżyca leży w odległości 5000 lat świetlnych[4]. Jest mgławicą podobną do Laguny, zachodzą w niej te same procesy gwiazdotwórcze i położona jest w podobnej odległości od nas[7]. Jeden z najbardziej aktywnych obszarów gwiazdotwórczych w Drodze Mlecznej[3].
- M18 (NGC 6813), kolejna gromada otwarta warta zobaczenia. Przy użyciu małego teleskopu zobaczymy tam tylko kilkadziesiąt młodych gwiazd w obszarze o rozmiarach dwunastu minut kątowych[3]. Mgławica Trójlistna Koniczyna

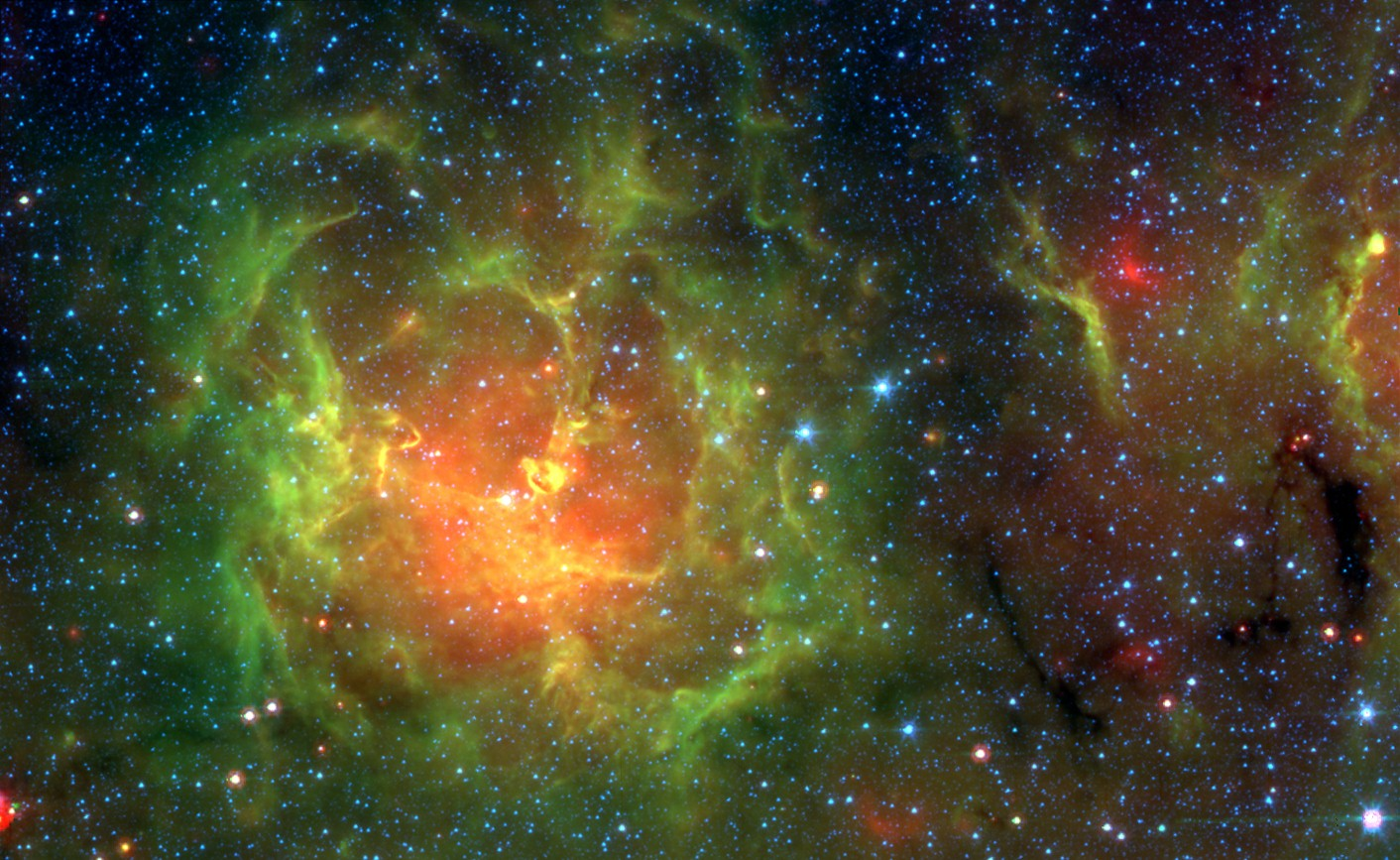
Mgławica Trójlistna Koniczyna

- M21, pająkokształtna gromada otwarta, zawierająca około 70. gwiazd siódmej wielkości i słabszych. Znajduje się w odległości 4000 lat świetlnych od Układu słonecznego[4]. Leży na północ od M20, zbita jasna gromada otwarta bardzo dobrze widoczna w 15-centymetrowym teleskopie[1]. Gromada składa się z młodych (w przeważającej większości), mało masywnych gwiazd liczących zaledwie 4,6 miliona lat. W 1764 roku została sklasyfikowana przez Messiera[3].
- Gromada kulista M22 (Gromada Strzelca, NGC 6656) to jedna z ciekawszych gromad na niebie, leżąca niedaleko pokrywki Dzbana, widoczna przy dobrych warunkach nieuzbrojonym okiem. To duża, obfitująca w gwiazdy gromada piątej wielkości. Można ją dostrzec gołym okiem. Przez lornetkę wygląda jak kłębek wełny wielości 2/3 średnicy Księżyca[6]. Za pomocą teleskopu można rozdzielić gwiazdy w zewnętrznych częściach gromady. Jądro nie jest tak skondensowane, jak w innych gromadach kulistych. Położona jest w odległości 10,6 tysięcy lat świetlnych. Jedna z najjaśniejszych gromad kulistych całego nieba została odkryta w 1665 roku przez Abrahama Ihlego i niemal wiek później dołączona do katalogu Messiera[3]. Na skraju pola widzenia teleskopu widać mniejszą gromadę kulistą siódmej wielkości M28 (NGC 6626)[4].
- M23 (NGC 6494) to szeroko rozproszona gromada otwarta. Ma wydłużony kształt i złożona jest z gwiazd dziesiątej i jedenastej wielkości, miejscami ułożonych w łuki. Znajduje się w odległości 2100 lat świetlnych od Słońca[4]. W jej skład wchodzi około 150 gwiazd o wieku szacowanym na 220 do 300 milionów lat[3].
- M24 (Chmura gwiazd Strzelca); rozległa chmura gwiazd Drogi Mlecznej na południe od M17 i M18. Chmura zajmuje obszar wielkości kątowej około 2°x 1° i jest jednym z najlepiej widocznych nieuzbrojonym okiem fragmentów Galaktyki. Niekiedy nazwą M24 określa się jedynie małą gromadę słabych gwiazd w północnej części chmury, znanej jako NGC 6603, ale jest to niezgodne z opisem Messiera[4]. Droga Mleczna

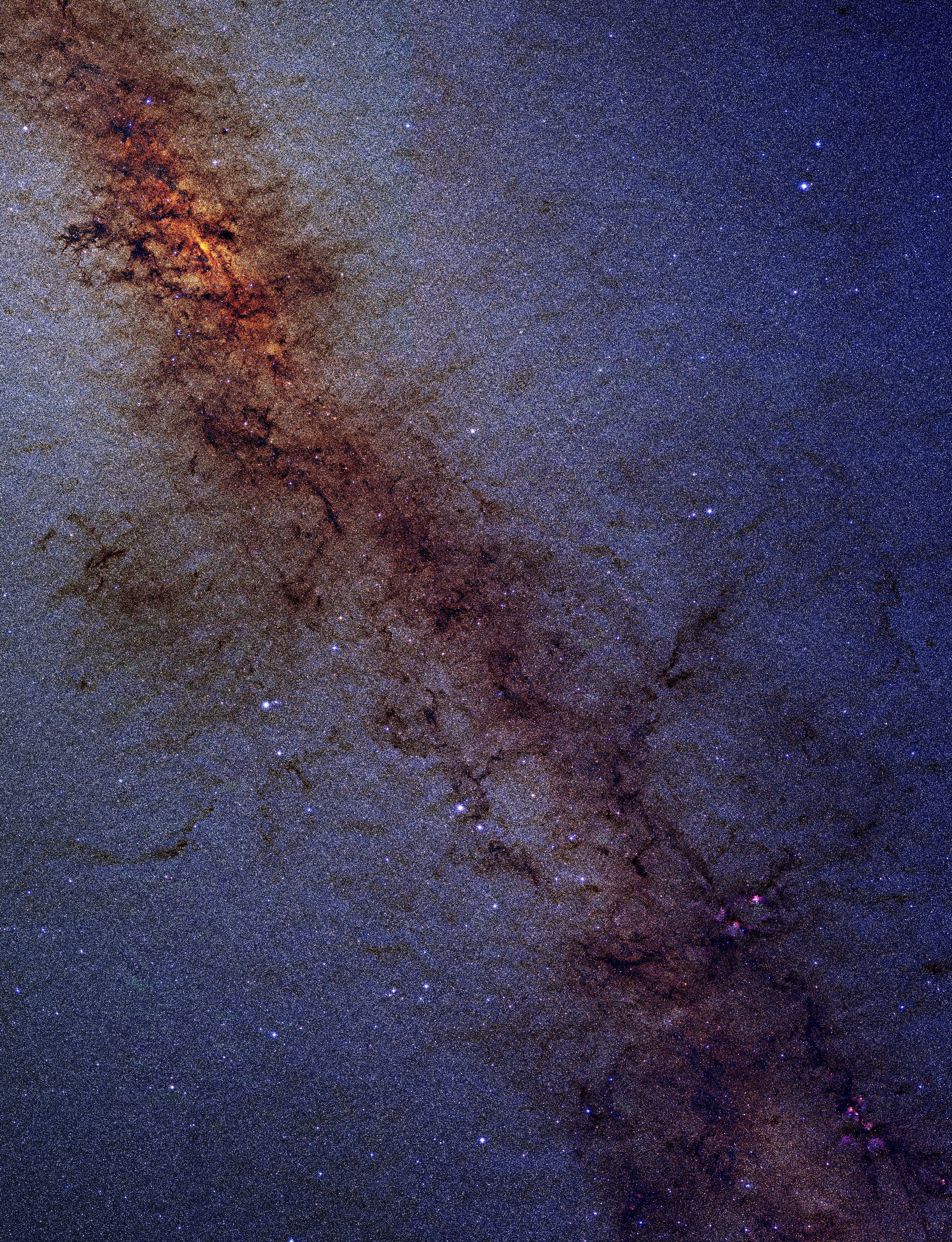
Droga Mleczna

- M25 (IC 4725) jest rozproszoną gromadą około 30. gwiazd leżącą w odległości 2300 lat świetlnych od Słońca. Najjaśniejszą gwiazdą obiektu jest U Sgr – żółty nadolbrzym z grupy cefeid. M25 dobrze widoczna przez lornetkę. Najbardziej widoczne składniki układają się w dwie „poprzeczki” w centrum gromady[4].
- M55 (NGC 6809) jest gromadą kulistą szóstej wielkości o słabo skondensowanym centrum. Znajduje się w odległości 19 tysięcy lat świetlnych od nas. Przy pomocy małego teleskopu można dostrzec pojedyncze gwiazdy i ciemne wcięcie z jednej strony[4].
- Oprócz gromad otwartych gwiazdozbiór zawiera liczne gromady kuliste. Najważniejsze z nich to: M28 (NGC 6626), M54 (NGC 6715), M55, M69 (NGC 6637), M70 (NGC 6681) i M75 (NGC 6864). To obiekty stosunkowo jasne, o dużych średnicach kątowych. Dają się łatwo rozdzielić w amatorskich instrumentach na pojedyncze gwiazdy. Położone są w odległości o kilka do kilkudziesięciu tysięcy lat świetlnych od nas[7].

Przez gwiazdozbiór Strzelca przebiega w naszych czasach 33,4° ekliptyki – 1/8 znaku Strzelca i niemal cały znak Koziorożca, wraz z punktem przesilenia zimowego. Słońce wędruje na tle gwiazdozbioru Strzelca pomiędzy 18 grudnia a 20 stycznia.
Przez zachodnią część gwiazdozbioru przebiega najjaśniejsza część Drogi Mlecznej, zawierająca jedno ze spiralnych ramion Galaktyki – ramię Strzelca, które przesłania znajdujące się za nim jądro galaktyczne. Punkt wskazujący kierunek ku odległemu o 28 tysięcy lat świetlnych centrum Galaktyki leży około 1° na południe od gwiazdy X Sagittarii, przy granicy Strzelca z Wężownikiem i Skorpionem. W centrum Galaktyki zidentyfikowano 4 mln razy masywniejszą od Słońca czarną dziurę opisaną jako Sagittarius A*
16 marca 2015 roku w konstelacji wybuchła nowa Nova Sagittarii 2015 No. 2 (druga w tym roku). W chwili wybuchu miała jasność 6m, a pięć dni później osiągnęła 4,4m.

## Rój meteorów
Obserwatorzy meteorów powinni pamiętać o czerwcowym roju, zwanym Sagittarydami, które w pierwszym tygodniu miesiąca dają około 8 zjawisk na godzinę.